# Hockey d'antan

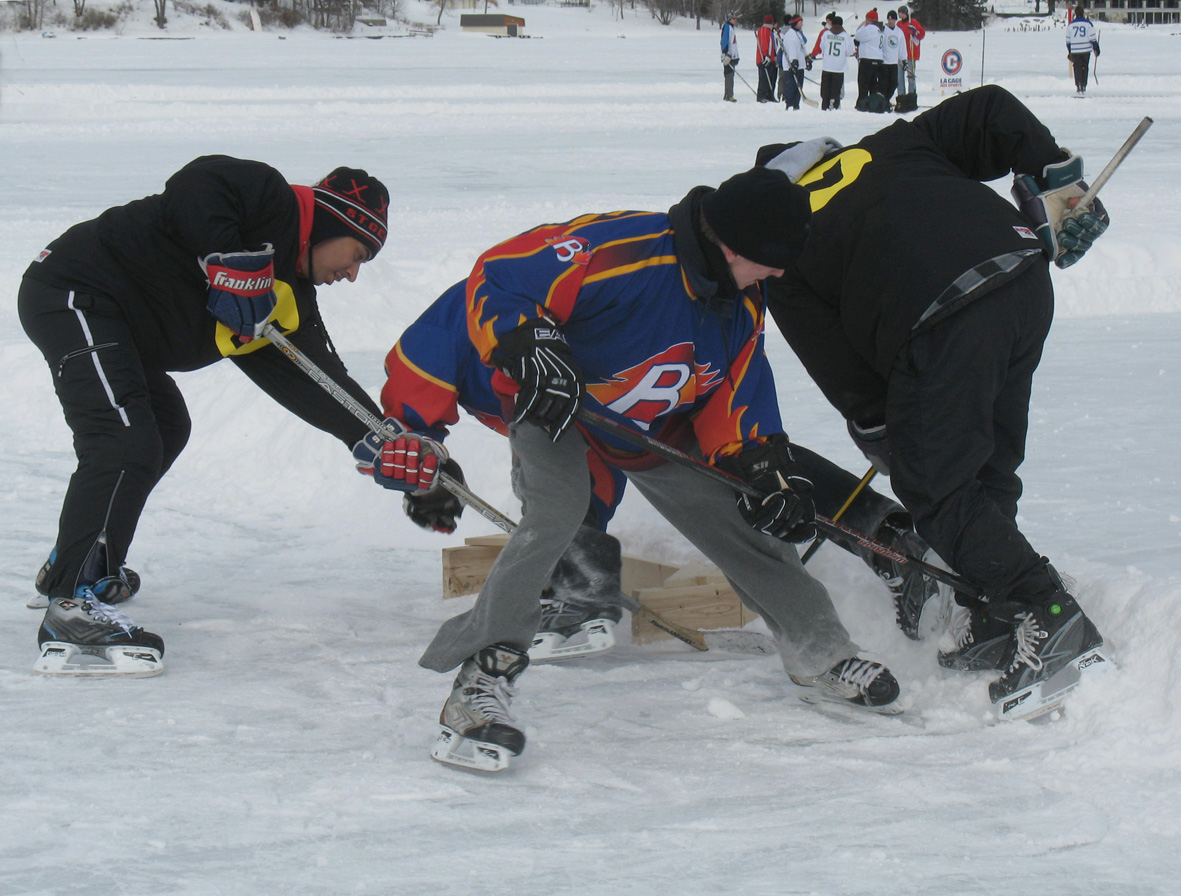
Joueurs de hockey d'antan

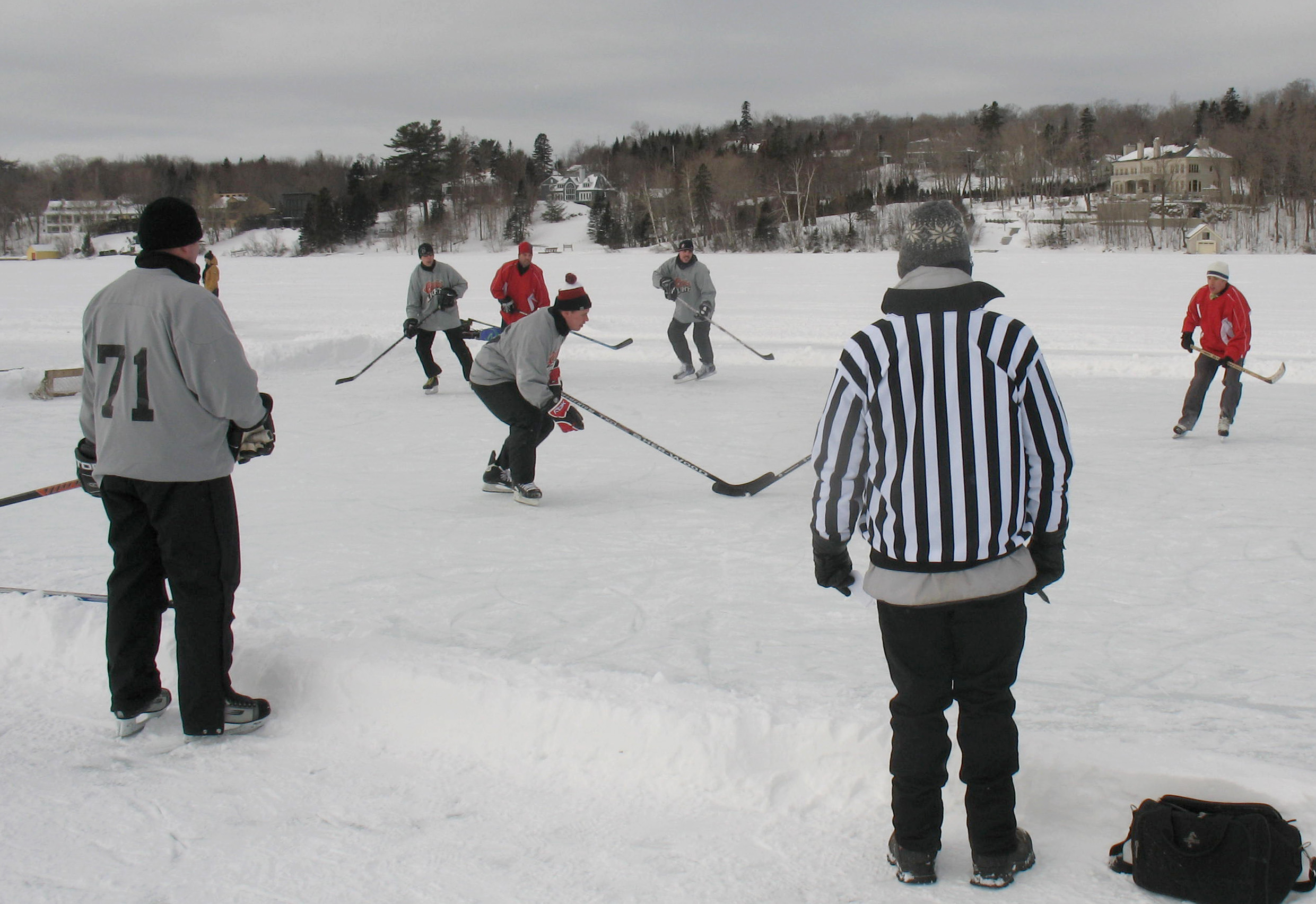
Partie de hockey d'antan. À l'extérieur de la patinoire, le joueur substitut et l'arbitre en maillot rayé noir et blanc.

Le hockey d'antan, ou Pond hockey en anglais, est une forme de hockey sur glace se déroulant à l'extérieur, sur un plan d’eau gelé avec un équipement restreint. La partie se dispute à quatre contre quatre, sans gardiens de but.